# 西川義延
西川 義延（にしかわ ぎえん、1848年12月28日（嘉永元年12月3日）- 1908年（明治41年）10月26日）は、明治期の地主・農業経営者・政治家。衆議院議員、京都府会議長。旧姓・山中、幼名・栄次郎、旧名・庄蔵。

## 経歴
河内国交野郡長尾村（大阪府交野郡菅原村、北河内郡菅原村、津田町を経て現枚方市）で豪農・山中与治兵衛の二男として生まれる。1866年（慶応元年2月）山城国綴喜郡田辺村（京都府綴喜郡田辺村大字田辺小字北里、田辺町を経て現京田辺市）の南山郷士、地主・西川長十郎長女ユキの婿養子となり、庄蔵と改名、のちに義延に改めた。
綴喜郡第八区長、第三区副区長、同郡地券取調掛、京都府会議員、同副議長、同議長、同郡部会副議長、同常置委員、綴喜郡兼相楽郡長などを務めた。
1892年（明治25年）2月の第2回衆議院議員総選挙（京都府第4区、独立倶楽部）で当選し、その後、同盟倶楽部に所属して衆議院議員に1期在任した。

## 国政選挙歴
- 第1回衆議院議員総選挙（京都府第4区、1890年7月、無所属）次点落選[4]
- 第2回衆議院議員総選挙（京都府第4区、1892年2月、独立倶楽部）当選[4]
- 第3回衆議院議員総選挙（京都府第4区、1894年3月、無所属）次点落選[4]
- 第7回衆議院議員総選挙（京都府郡部、1902年8月、憲政本党）落選[5]

## 親族
- 二男 田宮貞熟（田宮勇養子、田宮の妻はるが西川家出身）[6]